# Cantón de Aime
El cantón de Aime (en francés canton d'Aime) era una división administrativa francesa, que estaba situada en el departamento de Saboya y la región de Ródano-Alpes.

## Composición
El cantón estaba formado por nueve comunas:
- Aime
- Bellentre
- Granier
- La Côte-d'Aime
- Landry
- Mâcot-la-Plagne
- Montgirod
- Peisey-Nancroix
- Valezan

## Supresión del cantón
En aplicación del decreto nº 2014-272 del 27 de febrero de 2014, el cantón de Aime fue suprimido el 1 de abril de 2015 y sus 9 comunas pasaron a formar parte del nuevo cantón de Bourg-Saint-Maurice.